# Whitehorse (Yukon)

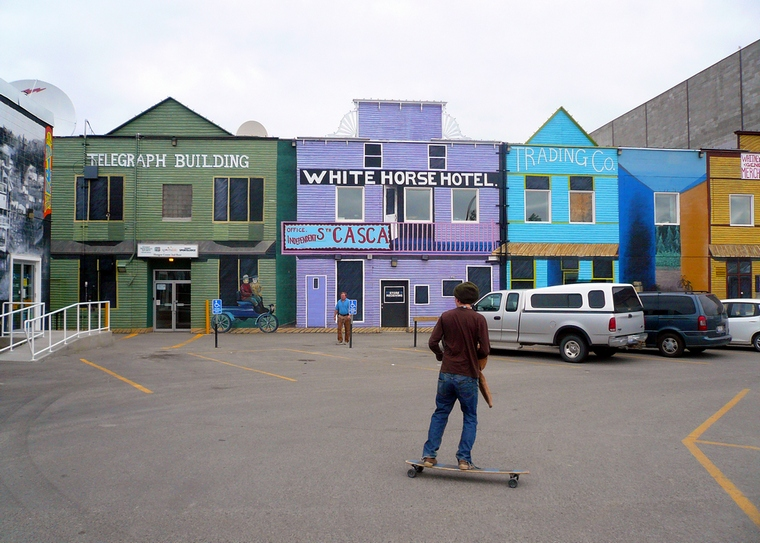
Whitehorse - Centrum města

Whitehorse (znamená Bílý kůň) je hlavní město kanadského spolkového teritoria Yukon. Leží v jižní části teritoria na řece Yukon. V době zlaté horečky v roce 1898 byl Whitehorse důležitým překladištěm nákladů pro potřeby zlatokopů.

## Klima
Stejně jako všude v Yukonu, panuje i ve Whitehorse suché, subarktické klima. Průměrné teploty se velmi liší, v červenci se průměrné denní teploty pohybují okolo 21 °C, v lednu kolem −22 °C. Nejvyšší naměřená teplota dosáhla 34 °C v červnu 1969 a nejnižší spadla na −52 °C, v únoru roku 1947. Ve Whitehorse jsou poměrně nízké srážky: roční nadílka činí něco kolem 145 cm sněhu a 163 mm dešťovky.
Podle kanadských meteorologických zdrojů je Whitehorse nejsušším městem v Kanadě, zejména proto, že leží ve srážkovém stínu Pobřežních hor. Střídá se tu horské i arktické klima. Překvapivě a navzdory celkem studenému podnebí je Whitehorse považován za přívětivé a slunečné město.

| Whitehorse (1981-2010) – podnebí | Whitehorse (1981-2010) – podnebí | Whitehorse (1981-2010) – podnebí | Whitehorse (1981-2010) – podnebí | Whitehorse (1981-2010) – podnebí | Whitehorse (1981-2010) – podnebí | Whitehorse (1981-2010) – podnebí | Whitehorse (1981-2010) – podnebí | Whitehorse (1981-2010) – podnebí | Whitehorse (1981-2010) – podnebí | Whitehorse (1981-2010) – podnebí | Whitehorse (1981-2010) – podnebí | Whitehorse (1981-2010) – podnebí | Whitehorse (1981-2010) – podnebí |
| Období                           | leden                            | únor                             | březen                           | duben                            | květen                           | červen                           | červenec                         | srpen                            | září                             | říjen                            | listopad                         | prosinec                         | rok                              |
| -------------------------------- | -------------------------------- | -------------------------------- | -------------------------------- | -------------------------------- | -------------------------------- | -------------------------------- | -------------------------------- | -------------------------------- | -------------------------------- | -------------------------------- | -------------------------------- | -------------------------------- | -------------------------------- |
| Nejvyšší teplota [°C]            | 10,9                             | 11,7                             | 16,8                             | 21,8                             | 34,1                             | 34,4                             | 33,2                             | 31,6                             | 26,7                             | 19,3                             | 13,3                             | 10,6                             | 34,4                             |
| Průměrné denní maximum [°C]      | −11,0                            | −7,7                             | −0,7                             | 6,6                              | 13,5                             | 19,1                             | 20,6                             | 18,5                             | 12,1                             | 4,2                              | −6,0                             | −8,5                             | 5,1                              |
| Průměrná teplota [°C]            | −15,2                            | −12,7                            | −6,3                             | 1,0                              | 7,3                              | 12,3                             | 14,3                             | 12,6                             | 7,2                              | 0,5                              | −9,4                             | −12,5                            | −0,1                             |
| Průměrné denní minimum [°C]      | −19,2                            | −17,6                            | −11,9                            | −4,6                             | 1,0                              | 5,6                              | 8,0                              | 6,7                              | 2,1                              | −3,2                             | −12,9                            | −16,5                            | −5,2                             |
| Nejnižší teplota [°C]            | −56,1                            | −51,1                            | −42,2                            | −30,6                            | −12,9                            | −6,1                             | −2,2                             | −8,3                             | −19,4                            | −31,1                            | −47,2                            | −48,3                            | −56,1                            |
| Průměrné srážky [mm]             | 17,8                             | 11,8                             | 10,3                             | 7,0                              | 16,3                             | 32,4                             | 38,1                             | 35,8                             | 33,3                             | 23,2                             | 20,1                             | 16,3                             | 262,3                            |
| Sněžení [cm]                     | 25,4                             | 18,3                             | 14,8                             | 7,2                              | 2,0                              | 0,0                              | 0,0                              | 0,3                              | 4,7                              | 18,6                             | 27,0                             | 23,5                             | 141,8                            |
| Zdroj: Environment Canada        |                                  |                                  |                                  |                                  |                                  |                                  |                                  |                                  |                                  |                                  |                                  |                                  |                                  |

## Geografie
Whitehorse leží na historické míli 918 (v přepočtu je to kilometr 1425.) na Aljašské dálnici vedoucí z Britské Kolumbie, napříč Yukonem až na Aljašku. Dříve byl Whitehorse konečnou stanicí na železnici z aljašského Skagway v horách u pobřeží, právě zde v dobách zlaté horečky překládali zlatokopové svůj proviant z vagónů na kolesové parníky; dnes už vlaky vozí jen turisty. Běheme 2. světové války zde stála provizorní rafinerie, která měla zásobovat pohonými hmotamy ženisty a dělníky na stavbě Alaska Highway. Díky své vhodné poloze na řece Yukon plnilo město funkci přístavu a překladiště nejrůznějšího zboží, bylo posledním místem, kde bylo možno doplnit zásoby. Od roku 1953 je Whitehorse hlavním městem teritoria, po vybudování Aljašské dálnice sem místní vláda přesídlila z Dawson City. Město se jmenuje podle White Horse Rapids (Vodopádů Bílého koně), které prý vypadaly jako koňská hříva. Podle jiné verze se ve vodopádech utopil náčelník Bílý kůň. Vodopády zmizely pod hladinou přehradního jezera Schwatka  roku 1958.

## Partnerská města
- Juneau, Spojené státy americké